# Družice
Družice, též satelit, je označení pro objekt pohybující se po oběžné dráze kolem jiného hmotnějšího kosmického tělesa (např. Měsíc okolo Země). Podle původu se dělí na:
- přirozené družice – měsíce planet (např. Měsíc)
- umělé družice – představují třídu umělých kosmických těles

Jiné dělení družic je spojeno s centrálním tělesem, kolem kterého obíhají, tedy např. družice Země, družice Měsíce, družice Marsu a jiných těles. Pro planetky ve Sluneční soustavě se někdy používá název družice Slunce.[zdroj⁠?!] Přirozená družice Země je Měsíc.